# لو کووارسکی
لو کووارسکی (انگلیسی: Lew Kowarski؛ زاده ۱۰ فوریهٔ ۱۹۰۷ – درگذشته ۳۰ ژوئیهٔ ۱۹۷۹) یک فیزیک‌دان اهل فرانسه بود.